# Chrysosoma nobile
Chrysosoma nobile är en tvåvingeart som beskrevs av Octave Parent 1933. Chrysosoma nobile ingår i släktet Chrysosoma och familjen styltflugor. Inga underarter finns listade i Catalogue of Life.